# Vera Wang
Vera Ellen Wang (New York, 27 giugno 1949) è una stilista ed ex pattinatrice artistica su ghiaccio statunitense di origini cinesi. Nota in particolare per gli abiti da sposa, ha studiato Storia dell'Arte alla The Chapin School e alla Sorbona di Parigi, città in cui ha iniziato ad avvicinarsi al mondo della moda. Vera Wang ha collaborato con la rivista Vogue per sedici anni. Nel 1985 ha lavorato come direttore di design per Ralph Lauren. Nel 1990 ha aperto il suo salone di moda al Carlyle Hotel di New York.

## Biografia
Vera Wang è nata e cresciuta a New York da genitori di origine cinese emigrati negli Stati Uniti a metà degli anni quaranta. La madre, Florence Wu (Wu Chifang), lavorava come traduttrice per le Nazioni Unite, mentre suo padre, Cheng Ching Wang (Wang Chengqing), laureato all'Università di Yanjing e al MIT, possedeva un'azienda di medicinali ed era, tra l'altro, direttore della Singapore Petroleum Company Pte. Wang ha un fratello, Kenneth.

## Formazione

### Formazione
Fin dall'età di 8 anni ha praticato pattinaggio artistico su ghiaccio, allenandosi con Peter Dunfield e Sonya Klopfer a Denver durante l'estate e con lo Skating Club di New York durante il resto dell'anno.  Mentre era al liceo, si allenò con il compagno di coppia James Stuart e gareggiò ai Campionati statunitensi di pattinaggio di figura del 1968. È apparsa in Sports Illustrated's Faces in the Crowd nel numero del 9 gennaio 1968.  Wang ha continuato a divertirsi a pattinare, dicendo: "Il pattinaggio è multidimensionale" ma quando non è riuscita a entrare nella squadra olimpica degli Stati Uniti, si è dedicata all'industria della moda.  Pur non avendo frequentato nessun istituto formativo di moda, è riuscita a coltivare la sua passione per questo ambito fino a diventare senior fashion editor per Vogue.
Wang ha frequentato il Friends Seminary, si è laureata alla Chapin School nel 1967, ha frequentato l'Università di Parigi e ha conseguito una laurea in storia dell'arte presso il Sarah Lawrence College. Nel 1968, Wang è stata presentata come debuttante all'alta società all'International Debutante Ball al Waldorf Astoria di New York.

### Carriera
Wang è stata assunta come redattrice di Vogue subito dopo la laurea al Sarah Lawrence College, rendendola la più giovane redattrice di quella rivista. Rimase a Vogue per 17 anni, lasciandola nel 1987 per unirsi a Ralph Lauren, per il quale lavorò per due anni. A 40 anni, si è licenziata ed è diventata una stilista indipendente di abiti da sposa. La spinta decisiva è venuta dal suo matrimonio: nel 1989, Vera Wang si è sposata con Arthur Becker. Frustrata dalla mancanza di scelta degli abiti da sposa, ha disegnato il proprio vestito e ha incaricato una sarta di realizzarlo, per il prezzo di 10.000 dollari. L'anno successivo, con il sostegno finanziario di suo padre, ha aperto la sua boutique di abiti da sposa nel lussuoso Carlyle Hotel in Madison Avenue, a New York. Si è subito dedicata a rispolverare vecchi abiti di personaggi spesso famosi. Questo campo di attività è diventato il suo marchio di fabbrica.

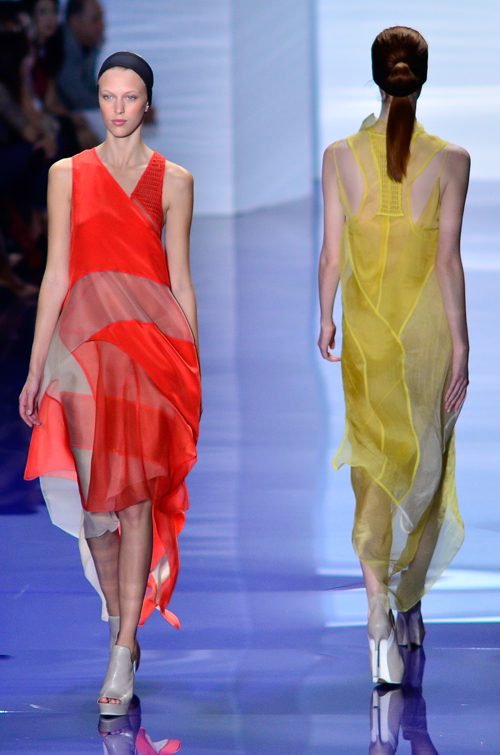
Vera Wang sfilata Primavera-Estate 2014 alla New York Fashion Week

Wang ha realizzato abiti da sposa per personaggi pubblici come Hayley Williams, Ariana Grande, Vanessa Hudgens, Chelsea Clinton, Karenna Gore, Ivanka Trump, Sharon Stone, Cate Blanchett, Campbell Brown, Alicia Keys, Mariah Carey, Victoria Beckham, Sarah Michelle Gellar, Avril Lavigne, Hilary Duff, Khloe Kardashian e Kim Kardashian.
Non solo abiti da sposa ma anche eleganti abiti da sera. Un abito da sera di Wang è stato indossato anche da Michelle Obama. L'abito da sera di Wang è stato indossato anche dalle star in molti eventi sul tappeto rosso, tra cui Viola Davis agli Academy Awards del 2012  e Sofia Vergara alla 65ª edizione degli Emmy Awards.
I pattinatori artistici che hanno indossato costumi disegnati da Wang ai Giochi Olimpici Invernali includono Nancy Kerrigan (1992 e 1994), Michelle Kwan (1998 e 2002), Evan Lysacek (2010) e Nathan Chen (2018 e 2022).  Wang è stata inserita nella Hall of Fame del pattinaggio di figura degli Stati Uniti nel 2009 per il suo contributo allo sport come costumista.  Ha anche disegnato le uniformi indossate dalle cheerleader dei Philadelphia Eagles.
Il 23 ottobre 2001 è stato pubblicato il suo libro Vera Wang on Weddings.  Nel giugno 2005 ha vinto il premio "Designer dell'anno femminile" del Council of Fashion Designers of America (CFDA). Il 27 maggio 2006, Wang è stata insignita dell'André Leon Talley Lifetime Achievement Award dal Savannah College of Art and Design.
Nel 2006, Wang ha raggiunto un accordo con Kohl's, una catena di grandi magazzini, per produrre una linea meno costosa di abbigliamento prêt-à-porter esclusivamente per loro chiamata Simply Vera.
Nel 2013 è stata insignita del Council of Fashion Designers of America Lifetime Achievement Award.
Forbes l'ha inserita al 34º posto nella lista delle donne self-made più ricche d'America del 2018, con i suoi ricavi che sono saliti a 630 milioni di dollari in quell'anno.
Il 10 settembre 2019, dopo un anno sabbatico di 2 anni durante il quale aveva presentato le sue collezioni solo tramite film, Vera Wang è tornata sulla passerella della New York Fashion Week per la sua sfilata Primavera/Estate 2020, che ha celebrato il 30º anniversario del suo marchio. La sfilata ha ricevuto recensioni molto positive, con Godfrey Deeny che l'ha descritta come una "notevole collezione di uno dei pochi stilisti di New York con un DNA di moda davvero distintivo", mentre Bridget Foley ha illustrato le creazioni di Wang come "vestiti dal design serio, belli, presentati con brio coraggioso". Tuttavia, la sfilata è stata segnata da diverse gravi instabilità delle calzature, specialmente durante il finale quando quattro modelle sono cadute, tra cui Fei Fei Sun, che è caduta due volte di fila,  portando il capo critico di moda del The New York Times, Vanessa Friedman, a dichiarare che "nel 2019, nessuna donna dovrebbe essere torturata da ciò che indossa".

## Vita privata
Nel giugno 1989, Wang sposò l'investitore Arthur P. Becker in una cerimonia interreligiosa battista ed ebraica. Hanno due figlie, entrambe adottate. Nel luglio 2012, la coppia ha annunciato la separazione.

## Curiosità
- È apparsa in una breve scena del film Una teenager alla Casa Bianca e nell'episodio 11, stagione 5 del telefilm Gossip Girl dove interpreta sé stessa e dove il personaggio Blair Waldorf indossa un suo abito per il giorno del suo matrimonio. Inoltre è apparsa per pochi minuti in un episodio della seconda stagione della serie televisiva Ugly Betty, dove interpreta sé stessa come stilista di Wilhelmina Slater (Vanessa Williams).

- Uno dei suoi abiti da sposa è il sogno nuziale delle due protagoniste di Bride Wars, Emma Allen e Olivia "Liv" Lerner (interpretate rispettivamente da Anne Hathaway e Kate Hudson) e sarà indossato da Liv il giorno del suo matrimonio.

- L'iconicità di Vera Wang nel settore sposa trova consacrazione anche nel mondo glamour di Sex and the City: la romantica Charlotte York, interpretata da Kristin Davis, indossa per il suo primo matrimonio proprio un Vera Wang; l'episodio Il momento migliore, il momento peggiore (Running with Scissors in originale) della terza stagione la vede in un atelier della stilista insieme al suo wedding planner, nonché amico, Anthony, il quale afferma "Se vuoi la pasta vai a Little Italy, se vuoi un matrimonio vai dalla Wang". Inoltre, nel primo film sequel, Carrie (Sarah Jessica Parker) si troverà a posare con anche un abito di Vera Wang per un servizio di moda, edito da Vogue, sulle spose quarantenni.

## Filmografia

### Cinema
- Una teenager alla Casa Bianca (First Daughter), regia di Forest Whitaker (2004)
- The September Issue, regia di R.J. Cutler (2009)

### Televisione
- Ugly Betty – serie TV, episodio 2x07 (2007)
- Al passo con i Kardashian (Keeping Up with the Kardashians) – reality show (2011)
- Gossip Girl – serie TV, episodio 5x11 (2012)

## Opere
- Vera Wang, Vera Wang on Weddings, HarperCollins, 2001 ISBN 9780688162566